# Caprella acanthogaster
Caprella acanthogaster är en kräftdjursart. Caprella acanthogaster ingår i släktet Caprella och familjen Caprellidae.

## Underarter
Arten delas in i följande underarter:
- C. a. humboldtiensis
- C. a. acanthogaster